# دنی اسپینار
دنی اسپینار (انگلیسی: Dani Espinar؛ زادهٔ ۱۷ آوریل ۱۹۹۵) بازیکن فوتبال است.